# Episodi di Renegade (quinta stagione)
La quinta e ultima stagione della serie televisiva Renegade, composta da 22 episodi, è stata trasmessa negli Stati Uniti da USA Network dal 13 settembre 1996 al 4 aprile 1997.
In Italia è andata in onda su Italia 1 nel corso del 2000.
| nº | Titolo originale          | Titolo italiano              | Prima TV USA      | Prima TV Italia |
| -- | ------------------------- | ---------------------------- | ----------------- | --------------- |
| 1  | No Balls, Two Strikes     | L'apprendista                | 13 settembre 1996 | 2000            |
| 2  | Self Defense              | Legittima difesa             | 20 settembre 1996 |                 |
| 3  | Mr. Success               | L'ago dell'ego               | 27 settembre 1996 |                 |
| 4  | Five Minutes to Midnight  | La verità uccide             | 4 ottobre 1996    |                 |
| 5  | God's Mistake             | Rockstar                     | 18 ottobre 1996   |                 |
| 6  | Ghost Story               | Il fantasma                  | 25 ottobre 1996   |                 |
| 7  | Milk Carton Kid           | Cercasi disperatamente Molly | 1º novembre 1996  |                 |
| 8  | High Rollers              | Casinò                       | 8 novembre 1996   |                 |
| 9  | For Better Or Worse       | Spie                         | 15 novembre 1996  |                 |
| 10 | The Pipeline              | Nuova identità               | 22 novembre 1996  |                 |
| 11 | Ransom                    | Il dinamitardo               | 6 dicembre 1996   |                 |
| 12 | Father's Day              | Il vero padre                | 13 dicembre 1996  |                 |
| 13 | Hard Rain                 | Videotape                    | 13 gennaio 1997   |                 |
| 14 | Top Ten With a Bullet     | Il terrorista                | 24 gennaio 1997   |                 |
| 15 | Swm Seeks Vctm            | Cuori solitari               | 27 gennaio 1997   |                 |
| 16 | Knock Out                 | Hollywood                    | 7 febbraio 1997   |                 |
| 17 | Sex, Lies and Activewear  | Sesso, bugie e lingerie      | 28 febbraio 1997  |                 |
| 18 | Blood Hunt                | Il vampiro                   | 7 marzo 1997      |                 |
| 19 | Bounty Hunter of the Year | Il migliore dell'anno        | 14 marzo 1997     |                 |
| 20 | Born Under a Bad Sign     | Lo iettatore                 | 21 marzo 1997     |                 |
| 21 | The Maltese Indian        | Una moto d'oro               | 28 marzo 1997     |                 |
| 22 | The Bad Seed              | Il seme cattivo              | 4 aprile 1997     |                 |

## L'apprendista
- Titolo originale: No Balls, Two Strikes
- Diretto da: Jeff Woolnough
- Scritto da: Richard C. Okie

### Trama
Infuriato perché il suo fuoristrada è stato rubato, Bobby viene raggiunto da Sandy, una ragazza che ha seguito un suo corso ed ora vorrebbe farsi assumere come cacciatrice di taglie. Inizialmente Bobby non sopporta la nuova arrivata, ma sia lui che Reno ne sono poi attratti e Sandy si inventa un fidanzato per non farli litigare; intanto, Sandy ha identificato il ladro e Bobby lo convince a restituirgli il fuoristrada promettendogli di non arrestarlo. Tuttavia, un killer arrestato tempo prima da Bobby ed ora liberato da Dixon uccide il ladro e si reca all'appuntamento al suo posto. Il killer prende in ostaggio Bobby ed obbliga Reno a raggiungerlo, dato che Dixon intende eliminarlo personalmente. Entrambi i soci stanno per essere uccisi, quando Sandy inizia a sparare e nella confusione Bobby lotta col killer e lo sconfigge, mentre Reno combatte con Dixon, messo poi in fuga da Sandy che lo tiene sotto tiro. Sandy viene quindi assunta mentre Bobby recupera la sua vettura. 

## Legittima difesa
- Titolo originale: Self Defense
- Diretto da: Ron Satlof
- Scritto da: Janet Greek

### Trama
La moglie di un poliziotto è da tempo aggredita dal marito. Un giorno si difende con un coltello e senza volerlo lo uccide; subito dopo, deve fuggire perché il sergente della polizia locale, grande amico di suo marito, vuole ucciderla per vendicarlo. Sfuggita al sergente, la donna viene catturata da Reno, che tuttavia accetta la sua richiesta di consegnarla alla centrale di un'altra città. Durante il viaggio Reno si innamora di lei e la aiuta a nascondersi, litigando così con Bobby, che intende portare la donna alla polizia per avere la taglia e lasciare che siano i giudici a difenderla. In seguito, Reno e la donna finiscono catturati dal sergente che vuole uccidere entrambi, sbarazzandosi anche di un agente onesto che l'aveva seguito. I tre vengono salvati da Bobby che, tornato indietro, spara sul sergente e lo uccide. Con la testimonianza dell'agente e di una sua amica, che Reno ha convinto a testimoniare, la donna può ora dimostrare la verità.

## L'ago dell'ego
- Titolo originale: Mr. Success
- Diretto da: Jeff Woolnough
- Scritto da: Raymond Hartung

### Trama
Una donna convince Bobby, Reno e Sandy a ritrovare il padre di suo figlio, che ha bisogno di un trapianto di midollo. Quando Reno e Bobby trovano l'uomo, questo viene ucciso e Bobby, non potendo chiamare Reno a sua difesa, viene arrestato. Assieme a Sandy, Reno inizia quindi ad indagare per aiutare il suo socio. Si scopre che la storia della donna era falsa, mentre una vecchia conoscenza di Bobby, uno scrittore/ciarlatano che si fa chiamare Mr. Success, aveva causato un incidente mortale ed era ricattato dall'unico testimone che vi aveva assistito; aveva quindi pagato un'attrice per far cercare il testimone, mandando poi un suo complice ad ucciderlo. Avendo trovato l'auto dell'incidente, Reno ricatta a sua volta lo scrittore, che confessa il delitto non sapendo di essere registrato, cercando poi di uccidere Reno stesso. Con l'aiuto di Sandy, "Mr. Success" ed il suo complice vengono però catturati e Bobby viene rilasciato. 

## La verità uccide
- Titolo originale: Five Minutes to Midnight
- Diretto da: Ron Satlof
- Scritto da: Richard C. Okie

### Trama
Bruce, uno stupratore/assassino arrestato anni prima da Bobby, sta per essere giustiziato ma si dichiara innocente. L'arresto di Bruce aveva lanciato sia la carriera di Bobby che quella di un agente locale a capo dell'indagine, ma ora Bobby si sente in colpa e vuole aiutarlo. Difatti, Bruce sembrerebbe innocente poiché aggressioni simili alle sue sono continuate anche dopo la sua cattura; Sandy intanto viene aggredita da un uomo molto simile a Bruce, che si rivela essere suo fratello minore. Arrestato dai due cacciatori di taglie, l'uomo confessa, ma Reno, ricordandosi che una delle vittime aveva parlato di due voci distinte, capisce che i due fratelli avevano agito assieme nei primi delitti, poi continuati dal minore. Cosicché Bruce, che sperava ad un rinvio del processo, viene giustiziato e suo fratello viene processato anch'esso.

## Rockstar
- Titolo originale: God's Mistake
- Diretto da: Thomas Neuwirth
- Scritto da: Ethlie Ann Vare

### Trama
Un cantante viene rapito e la casa discografica promette un premio a chi lo ritrova. Trovatolo, Reno scopre che il giovane ha inscenato il suo rapimento perché era oppresso dal suo manager. Tuttavia, il cantante è effettivamente in pericolo perché un altro cacciatore di taglie sembra intenzionato ad ucciderlo anziché riportarlo vivo; inoltre, uno dei suoi fans si era suicidato seguendo l'esempio delle sue canzoni, ed ora il padre della vittima intende vendicarlo, ma Reno lo convince a non farlo. Ad un ulteriore assalto del "collega" Reno lo arresta per tentato omicidio, ma l'uomo rifiuta di rivelare il suo mandante. Quando Bobby scopre che il cantante è sposato, lui e Reno sospettano che sua moglie voglia eliminarlo per l'eredità; a volerlo morto è invece il suo manager, che tenta di ucciderlo personalmente, venendo però arrestato dai due cacciatori di taglie. 

## Il fantasma
- Titolo originale: Ghost Story
- Diretto da: Russell Solberg
- Scritto da: Fred L. Miller

### Trama
Reno viene ferito dal criminale che stava inseguendo e rischia di morire, salvandosi grazie all'arrivo dell'ambulanza; Bobby e Sandy lo aiutano poi a fuggire dall'ospedale, prima che Dixon lo trovi. Reno inizia ad avere visioni in cui un uomo, che è stato ucciso dallo stesso delinquente, vuole aiutarlo a catturarlo. Dato che il fantasma può essere visto e sentito solo da Reno, Bobby ormai lo considera pazzo, ma Reno viene a conoscenza grazie al suo "aiutante" del luogo della prossima rapina, un supermercato. I cacciatori di taglie si fingono impiegati e catturano così la banda. Reno spiega alla vedova e al suo bambino la verità, ossia che il marito non era diventato un delinquente, come loro credevano, ma si era infiltrato tra i membri della banda per fermarli e per questo era stato ucciso.

## Cercasi disperatamente Molly
- Titolo originale: Milk Carton Kid
- Diretto da: Charles Siebert
- Scritto da: Janet Greek

### Trama
Una bambina di nome Molly si presenta a Sandy dicendogli che è stata rapita e mostra come prova una confezione di latte su cui c'è la sua foto e la scritta "scomparsa"; Reno e Sandy scoprono invece che Molly vive coi suoi veri genitori, ma suo padre è un testimone protetto dall'F.B.I e deve continuamente trasferirsi e nascondersi. Difatti, l'uomo aveva fatto arrestare un boss mafioso poi morto in prigione ed il fratello di questo lo cerca per ucciderlo, ed ha pubblicato la foto della bambina sperando di ritrovare anche il padre. Intanto, Molly è scappata di casa finendo anch'essa nel mirino del mafioso, ma Reno la salva. Sentendosi in colpa, il padre della piccola si consegna al boss dichiarandosi disposto a farsi uccidere purché la sua famiglia sia lasciata in pace, ma il criminale intende sterminarli tutti. Tuttavia, Bobby chiama il boss trattenendolo al telefono, così Sandy rintraccia la sua posizione e Reno si precipita sul posto e lo uccide. Il testimone così si salva e spiega alla figlia la verità.

## Casinò
- Titolo originale: High Rollers
- Diretto da: Russell Solberg
- Scritto da: Raymond Hartung

### Trama
Una banda di motociclisti ha preso l'abitudine di derubare i clienti di un casinò e sono informati da un complice interno, poiché colpiscono solo chi ha vinto; il padrone del locale chiama Bobby in aiuto e lo assume in incognito. Intanto, Reno scopre la banda in un paese vicino ma il capo lo riconosce come ricercato e lo obbliga a partecipare al furto successivo. Al casinò una delle dipendenti viene aggredita seguendo un possibile ladro, ed il padrone le svela che non avrebbe dovuto esporsi, poiché sta già indagando Bobby. Tuttavia, la donna è la complice dei ladri e li avverte. Sia Reno che Bobby stanno per essere uccisi, ma uno dei ladri, divenuto amico di Reno, lo difende e i due cacciatori di taglie riescono a salvarsi e a catturare i ladri, ma Reno lascia fuggire il suo amico, come premio per averlo aiutato. 

## Spie
- Titolo originale: For Better Or Worse
- Diretto da: Charles Siebert
- Scritto da: Ethlie Ann Vare

### Trama
Melissa, la moglie di Dixon, è intenzionata a far condannare il marito e chiede aiuto a Reno e Bobby. Nonostante la diffidenza di Bobby, Reno accetta: la donna difatti non finge, è rimasta disgustata dal fatto che Dixon, tra gli altri crimini, è ora complice di un giro di pornografia minorile. Lo sceriffo spia tuttavia la moglie e quando scopre le sue intenzioni, minaccia di far uccidere il loro figlio Sonny in prigione. La collaborazione tra Melissa e Reno sembra interrompersi, ma quando Reno impara che Dixon tiene una festa in casa sua vuole approfittarne per far fuggire la donna. Dixon tuttavia li insegue e intenzionalmente spara alla moglie, colpendo poi anche Reno. All'accorrere dei suoi ospiti, Dixon è obbligato a fingere di soccorrere Melissa, che muore prima di poterlo accusare; lo sceriffo incolpa quindi Reno del delitto. Intanto Reno, che si era messo un giubbotto antiproiettile, è fuggito con l'aiuto di Bobby. 

## Nuova identità
- Titolo originale: The Pipeline
- Diretto da: Ron Satlof
- Scritto da: Raymond Hartung

### Trama
Imbattendosi in un uomo creduto morto anni prima, Bobby scopre che una banda offre la possibilità ai ricercati di fingere la propria morte, fornendo falsi documenti per una nuova identità. Reno decide di approfittare dell'occasione prima di arrestarli; intanto, Bobby viene raggiunto da una collega di cui si innamora. Pagata la somma richiesta, Reno apprende che dovrà fingere una rapina in un negozio, venendo così filmato dalle telecamere, per poi inscenare la sua morte in una sparatoria e cadere in mare, dove verrà fatto ritrovare un cadavere somigliante a lui e con i suoi stessi tatuaggi. Tuttavia l'amante di Bobby, in realtà capo della banda, decide di far uccidere realmente Reno e di eliminare anche Bobby. Bobby lo scopre ed obbliga la donna a dirgli dove si trova il suo amico, dandole in cambio un dischetto con le prove contro di lei. Avvertito da Bobby, Reno si salva e la donna viene arrestata, poiché quella che Bobby le aveva dato era solo una copia.

## Il dinamitardo
- Titolo originale: Ransom
- Diretto da: John Paragon
- Scritto da: Richard C. Okie

### Trama
Un rapinatore ha colpito varie banche fingendo di avere una bomba in una valigia; un maldestro informatore di Bobby cerca di arrestarlo, finendo lui stesso catturato dal ladro. Nel timore di essere ucciso, l'uomo convince il rapinatore che Bobby pagherà una grossa somma per riaverlo vivo; Bobby è così costretto a pagare il riscatto, sperando che al momento dello scambio Reno arresti il ladro, il quale invece fugge. Cercando di aiutare i due cacciatori di taglie, l'informatore li intralcia e viene nuovamente catturato dal rapinatore, che tuttavia lo prende come socio quando l'uomo gli prepara una vera bomba, da usare nella prossima rapina. Reno e Bobby arrivano sul posto e sconfiggono il ladro, che fa in tempo però ad innescare la bomba. I due soci vengono avvertiti dall'informatore che la bomba stavolta è vera e la portano fuori città prima che esploda.

## Il vero padre
- Titolo originale: Father's Day
- Diretto da: Ron Satlof
- Scritto da: Julie G. Beers

### Trama
Janet, che era stata fidanzata di Reno anni prima, è perseguitata da suo marito, geloso e semi-folle, che l'ha ritrovata dopo che lei si era trasferita per sfuggirgli; Reno inizia quindi a proteggerla. La donna ha un figlio di 14 anni, Steve, che lei sostiene di avere avuto da Reno. Questo si affeziona rapidamente a Steve, che condivide la sua passione per i motori, e decide anzi di sposarsi con Janet e fuggire all'estero per poter vivere con la sua famiglia pur essendo ricercato. Tuttavia, Janet ha mentito, Steve è figlio di suo marito, che ora l'ha rapito per costringerla a tornare con lui. Pur deluso di essere stato ingannato, Reno si precipita a salvare Steve; i due "padri" si affrontano mentre il ragazzo scappa. Il folle cerca di inseguirlo, ma viene investito da un'auto e muore. Reno spiega a Steve che lui non è il suo vero padre, e che la madre aveva ingannato entrambi per proteggerlo.

## Videotape
- Titolo originale: Hard Rain
- Diretto da: Tawnia McKiernan
- Scritto da: Raymond Hartung

### Trama
Kerwin, titolare dell'azienda di videosorveglianza che ha installato le telecamere a casa di Dixon, è pronto a dare a Bobby il video dell'omicidio di Melissa Dixon, che scagionerebbe Reno, in cambio di un omicidio su commissione. Dixon si mette alle calcagna di Kerwin, che però muore per un infarto durante la fuga senza rivelare dove ha nascosto il video. Mentre Reno e Sandy ritrovano per primi il video, Dixon intercetta Bobby e propone a Reno uno scambio, oltre alla promessa di far riaprire il suo caso, fabbricando altre prove e incolpando qualcun altro in modo da non rimanere compromesso egli stesso. Al momento dello scambio intervengono però i colleghi di Dixon: mentre Reno riesce a fuggire precipitosamente, Dixon distrugge il video e Bobby finge di rammaricarsi per non essere riuscito a prendere il ricercato.

## Il terrorista
- Titolo originale: Top Ten With a Bullet
- Diretto da: Jeff Woolnough
- Scritto da: Ethlie Ann Vare

### Trama
Jamie Jackson, ricercato dal 1972 per un attentato con una bomba in un laboratorio chimico in cui è morto il professor Adrian, usa nomi falsi e si mantiene suonando la chitarra nei locali. Dopo averlo catturato, Bobby vorrebbe consegnarlo all'FBI in cambio di una ricompensa, ma l'FBI non sembra interessata a pagare. Il tentativo di seguire Bobby e arrestare Jackson va a vuoto, così i federali nominano Bobby agente speciale temporaneo e lo incaricano di riportarlo indietro. Leggendo il fascicolo su Jackson, Reno e Bobby scoprono che Adrian potrebbe non essere morto nell'esplosione. Reno rintraccia Adrian, che ammette di aver manomesso il timer per inscenare la sua morte e neutralizzare la cellula di cui era a capo senza conseguenze per Jackson e i suoi compagni, ignari che i loro atti di ribellione erano legati al terrorismo di sinistra. L'FBI fa cadere le accuse più pesanti e il nome di Jackson viene così riabilitato.

## Cuori solitari
- Titolo originale: Swm Seeks Vctm
- Diretto da: Stephen L. Posey
- Scritto da: Deborah J. Ezer

### Trama
Sandy scopre che la sua vicina è stata uccisa in casa nel corso di una cena. La donna inizia a indagare, anche se L'FBI, che segue il caso, vuole tenerla fuori. Il coinvolgimento dei federali è inusuale e Bobby pensa a un serial killer. Sandy scopre che altre cinque giovani donne sono state uccise a Bay City nei mesi precedenti, le scene dei delitti erano molto simili e le vittime avevano tutte contattato l'agenzia PersonaLine per trovare l'anima gemella. Sandy mette un annuncio nella speranza di far cadere in trappola il serial killer, ma suscita le gelosie di Bobby. Anche Sandy è contrariata quando scopre che Bobby ha condiviso le sue informazioni con l'FBI in cambio del profilo psicologico del killer. Bobby e Reno capiscono che l'unica persona che conosceva tutte le vittime è il titolare dell'agenzia. Non riuscendo ad avvertire Sandy, i due si precipitano a casa sua e riescono ad intervenire appena in tempo per salvarla. Bobby è ammirato dal coraggio di Sandy e decide di mettere da parte i suoi sentimenti per lei per conservare un rapporto di lavoro che conviene a entrambi.

## Hollywood
- Titolo originale: Knockout
- Diretto da: Terry J. Edwards
- Scritto da: William Bigelow

### Trama
Un produttore cinematografico incarica Reno e Bobby di ritrovare Brett Braxton, una attrice d'azione. La donna sta cercando il fratello Matt, ex tossicodipendente che sembra nuovamente invischiato in un giro di eroina. Reno decide di aiutarla. Gli indizi portano al Pure Platinum e al suo proprietario, Anthony Capezi. Reno e Brett vedono l'automobile di Matt fuori da un laboratorio usato da Capezi per raffinare l'eroina. Il giorno dopo i due penetrano nel laboratorio insieme a Bobby, neutralizzano le guardie e liberano Matt. Il ragazzo si era messo a raffinare l'eroina per Capezi in cambio della droga. Il boss però vuole riavere il suo chimico e per incastrarlo definitivamente Reno Bobby e Brett cercano di estorcergli una confessione. Nonostante Capezi scopra che Brett nasconde un microfono, i tre riescono a mettere fuori combattimento lui e i suoi scagnozzi.

## Sesso, bugie e lingerie
- Titolo originale: Sex, Lies and Activewear
- Diretto da: Lorenzo Lamas
- Scritto da: Ethlie Ann Vare

### Trama
Bobby è impegnato a lanciare una linea di biancheria intima femminile di sua creazione, la Action Lingerie. Durante il servizio fotografico promozionale, la direttrice della fotografia Elaine Carlisle sorprende una coppia di ladri in azione nella villa accanto. I ladri però reagiscono e sequestrano Elaine e le modelle, tra cui Lake, la personal trainer di Bobby. Elaine elude la sorveglianza e si reca subito da Bobby e Reno per informarli di dove si trovano i rapitori. Questi però si spostano e costringono i due cacciatori di taglie a un lungo inseguimento prima di fermarli e arrestarli. Al termine dell'avventura Bobby rinuncia a fare lo stilista preferendo concentrarsi su quello che sa fare meglio, ovvero prendere i criminali.

## Il vampiro
- Titolo originale: Blood Hunt
- Diretto da: Bruce Kessler
- Scritto da: Richard Gilbert Hill

### Trama
Reno salva due cameriere, Karen e Shannon, dall'aggressione del vampiro, un misterioso personaggio con indosso un mantello, probabilmente il responsabile dei recenti omicidi di giovani donne. Dopo che Karen viene ritrovata morta con due fori sul collo e senza tracce di sangue, Reno e Bobby iniziano ad indagare. Il vampiro aggredisce Reno, che reagisce sparandogli da distanza ravvicinata: il vampiro riesce a sparire nel nulla senza rimanere ferito, con grande sorpresa di Reno. Bobby, che crede a un assassino in carne e ossa, sembra vicino a scoprirne l'identità, ma l'assistente del medico legale viene uccisa con le stesse modalità prima di riuscire a dargli le impronte del colpevole. Con l'aiuto di Karen il cerchio si stringe e alla fine il vampiro muore nello scontro con Bobby e Reno.

## Il migliore dell'anno
- Titolo originale: Bounty Hunter of the Year
- Diretto da: Ron Satlof
- Scritto da: Richard C. Okie e Julie G. Beers

### Trama
Bobby sta per ricevere il premio di "cacciatore di taglie dell'anno" e vuole preparare un bel discorso. Reno e Bobby raccontano a Sandy le imprese più pericolose e le situazioni più strane vissute insieme. Bobby si rende conto che forse Reno merita il premio più di lui, ma a portarli lontano è stata la fiducia reciproca e il lavoro di squadra. Bobby decide di andare alla cerimonia e ritirare il premio, che condividerà con Reno e Sandy.

## Lo iettatore
- Titolo originale: Born Under a Bad Sign
- Diretto da: Ron Satlof
- Scritto da: Raymond Hartung

### Trama
Reno arresta Fenton Boggs, un uomo accompagnato da una brutta fama: porta sfortuna. E in effetti le cose non si mettono bene per Reno: la moto  ha un guasto, il telefono si rompe, i pezzi di ricambio non sono disponibili, Reno perde il portafoglio, viene arrestato dalla polizia per non aver pagato il conto e finisce in prigione con Boggs. Ma non è solo sfortuna. La polizia locale arresta ogni sospetto e, oltre a violare i diritti prolungando la detenzione senza fondato motivo, costringe i detenuti a incontri di lotta clandestini. Per i prigionieri non c'è scampo perché che, vincano o perdano, la polizia non può permettersi di lasciarli andare. Boggs approfitta dell'ennesimo incidente per squagliarsela e avvertire Bobby, che si trova nei paraggi, preoccupato per la sorte di Reno. Mentre lo sceriffo costringe Reno a combattere pena la consegna a Dixon, Bobby approfitta di un incendio fortuito nella prigione per liberare Reno. Lo sceriffo e i suoi vengono arrestati e Boggs ottiene un sostanzioso sconto di pena indicando ai federali dove la polizia seppelliva i corpi dei prigionieri uccisi: forse anche per il povero Boggs la fortuna sta girando. 

## Una moto d'oro
- Titolo originale: The Maltese Indian
- Diretto da: Perry Husman
- Scritto da: Robert Earll

### Trama
Per catturare il latitante Tony Markano, Reno Bobby e Sandy si appostano nella casa di fronte a quella della ex compagna di Markano, Joyce, che vive con la figlia avuta da lui, Amelia. Una sera Joyce va a un appuntamento con l'ex per convincerlo a lasciare in pace lei e la figlia: l'incontro degenera, ma Reno interviene per evitare il peggio, mentre il ladro riesce a scappare. Reno preferisce rivelare a Joyce il vero motivo della sua presenza e Joyce si rende conto di avere bisogno di protezione per sé e la figlia. Quando Markano torna a casa, Reno vorrebbe arrestarlo senza far capire niente ad Amelia. Interviene però un altro uomo, un autista di portavalori rapinato e ferito da Markano in passato, che sequestra i presenti e vuole farsi dove è stato nascosto l'oro rubato. Con uno stratagemma Bobby e Sandy riescono a far uscire Joyce e Amelia; Markano rimane ucciso e Reno blocca il sequestratore che tentava la fuga con il bottino.

## Il seme cattivo
- Titolo originale: The Bad Seed
- Diretto da: Branscombe Richmond
- Scritto da: Richard C. Okie

### Trama
Dal carcere Donny, il figlio di Dixon, ha una visione in cui la madre lo spinge a vendicarla; evaso, Donny si presenta a casa del padre che si terrorizza vedendolo, ma poiché Donny crede alla versione ufficiale, secondo cui è stato Reno ad uccidere Melissa, lo sceriffo mente poi al suo superiore Hendricks negando di aver visto il figlio. Donny cerca di eliminare Reno ma fallisce: messosi al riparo, il cacciatore di taglie giura di essere estraneo alla morte di Melissa e Donny capisce che il vero colpevole è suo padre. In seguito, Reno convince Donny a far confessare Dixon, registrandolo, invece di ucciderlo. Intanto Reno viene arrestato da Hendricks, che tuttavia lo rilascia ed anzi si allea con lui e Bobby per incastrare Dixon, avendo anch'esso dei sospetti sul suo collega. Quella sera, Donny irrompe a casa del padre e Dixon, che conta di uccidere il figlio subito dopo, gli confessa l'assassinio della moglie, mentre Hendricks e i due cacciatori di taglie lo registrano. Dixon spara a Hendricks e a Donny, riuscendo poi a fuggire. Hendricks finisce in coma e non può al momento scagionare Reno, ma Dixon è ora ricercato per il tentato omicidio del suo superiore, inseguito da Reno e Bobby. 